# Good Things (Aloe Blacc)
Good Things è il secondo album del cantante soul statunitense Aloe Blacc. È stato pubblicato il 28 settembre 2010 per la Stones Throw Records.
Ha ottenuto un buon successo di vendite soprattutto in Europa.
Dall'album sono stati estratti 3 singoli: I Need a Dollar, Loving You Is Killing Me e Green Lights.

## Tracce
1. I Need a Dollar – 4:06
2. Green Lights – 2:58
3. Hey Brother – 2:40
4. Miss Fortune – 4:22
5. Life So Hard – 4:13
6. Take Me Back – 3:47
7. Femme Fatale (cover del brano dei The Velvet Underground) – 3:56
8. Loving You Is Killing Me – 3:27
9. Good Things – 4:04
10. You Make Me Smile – 3:27
11. If I – 4:08
12. Mama Hold My Hand – 5:10
13. Politician (Reprise) – 1:39